# Satängnålfågel
Satängnålfågel (Campephaga petiti) är en fågel i familjen gråfåglar inom ordningen tättingar.

## Utbredning och systematik
Fågeln förekommer från sydöstra Nigeria och Kamerun till nordost Kongo-Kinshasa, västra Uganda och västra Kenya. Den behandlas som monotypisk, det vill säga att den inte delas in i några underarter.

## Status och hot
Arten har ett stort utbredningsområde, men tros minska i antal, dock inte tillräckligt kraftigt för att den ska betraktas som hotad. Internationella naturvårdsunionen IUCN listar arten som livskraftig (LC).

## Namn
Fågelns vetenskapliga artnamn hedrar Louis Petit (1856-1943), fransk naturforskare och samlare av specimen i Cabinda och nedre Kongo 1876-1884. Fram tills nyligen kallades den petitnålfågel även på svenska, men justerades 2023 till ett mer informativt namn av BirdLife Sveriges taxonomikommitté.